# Kiriłł Kniaziew
Kiriłł Leonidowicz Kniaziew, ros. Кирилл Леонидович Князев (ur. 9 czerwca 1983 w Iżewsku) – rosyjski hokeista, reprezentant Rosji.

## Kariera klubowa
- Iżstal Iżewsk (1995–2005)
- Saławat Jułajew Ufa (2005–2006)
- Junost' Mińsk (2006)
- Toros Nieftiekamsk (2006–2007)
- Spartak Moskwa (2007–2011)
- Ak Bars Kazań (2011)
- Nieftiechimik Niżniekamsk (2011–2012)
- Dinamo Moskwa (2012–2013)
- Jugra Chanty-Mansyjsk (2013–2014)
- Torpedo Niżny Nowogród (2014–2015)
- Iżstal Iżewsk (2015)
- Awtomobilist Jekaterynburg (2015–2016)
- Amur Chabarowsk (2016)
- Iżstal Iżewsk (2016–2017)
- ASC Corona 2010 Braszów (2017–2018)

Wychowanek Iżstali Iżewsk. W maju 2011, po trzech sezonach spędzonych w Spartaku Moskwa, podpisał idwuletni kontrakt z Ak Barsem Kazań, jednak już w listopadzie tego roku rozstał się z klubem. Następnie do był graczem Nieftiechimika Niżniekamsk. Od lipca 2012 zawodnik Dinama Moskwa. Od maja 2013 w klubie Jugra Chanty-Mansyjsk, związany rocznym kontraktem. W kwietniu 2014 przedłużył kontrakt z klubem o rok. W klubie był do listopada 2014. Od listopada 2014 zawodnik Torpedo Niżny Nowogród. Wraz z końcem kwietnia 2015 i wygaśnięciem kontraktu odszedł z klubu. Od lipca 2015 ponownie zawodnik Iżstali. Od grudnia 2015 zawodnik Awtomobilista Jekaterynburg. Od lipca do sierpnia 2016 zawodnik Amuru Chabarowsk. Od sierpnia 2016 ponownie zawodnik Iżstali Iżewsk. Od grudnia 2017 zawodnik ASC Corona 2010 Braszów. Po sezonie 2017/2018 odszedł z klubu.

## Sukcesy
Klubowe
- Złoty medal mistrzostw Białorusi: 2006 z Junosti
- Złoty medal mistrzostw Rosji: 2013 z Dinamem Moskwa
- Puchar Gagarina: 2013 z Dinamem Moskwa
- Srebrny medal mistrzostw Rumunii 2018 z ASC Corona 2010 Braszów

Indywidualne
- KHL (2009/2010): najlepszy napastnik miesiąca - wrzesień 2009